# Dicranella stricticaulis
Dicranella stricticaulis är en bladmossart som beskrevs av Jules Cardot och Potier de la Varde in Potier de la Varde 1922. Dicranella stricticaulis ingår i släktet jordmossor, och familjen Dicranaceae. Inga underarter finns listade i Catalogue of Life.